# Kjella
Kjella (også skrevet Kjelda) er en fjord i Bindal kommune i Nordland fylke i Norge. Fjorden har indløb mellem Oterneset i vest og Holm i øst og går 11 kilometer mod syd til bygden Kjella. Fjorden ligger på østsiden af øen Austra.
Fylkesvej 17 går langs østsiden af fjorden, og ved Holm går der færge videre nordover til Vennesund. Denne færgeforbindelse går helt yderst i Bindalsfjorden. Fylkesvej 802 går langs dele af de indre områder i vest.
Heggbærnæsset stikker mod nord i fjorden på østsiden, og øst for dette  går Lysfjorden ind til Bursvikbotn. På den anen side af fjorden ligger bebyggelsen Nordhorsfjord, og her går sidefjorden Horsfjordbotnet mod sydvest. Bebyggelsen Sørhorsfjord ligger på sydsiden af indløbet. Syd for denne bebyggelse går sidefjorden Valen mod sydvest til Bogen. I bunden af Valen går Valastraumen mod sydtil Årsetfjorden. 
Inderst i fjorden ligger bebyggelsen Kjella og Heilhornet hotel.